# 翡翠美洲鱥
翡翠美洲鱥（學名：Notropis atherinoides），為輻鰭魚綱鯉形目雅羅魚科的其中一種，分布於北美洲加拿大至美國德克薩斯州淡水流域，本魚體細長呈長橢圓形且側扁，眼大，口斜近下位，側面呈銀色祖母綠顏色，背部和上側呈翠綠色至稻草色，腹部銀白色，鰓蓋底面灰色， 
體側中央有一條銀帶，尾鰭叉形，魚鰭透明，臀鰭鰭條9-12枚、35-43個側線鱗片，體長可達13公分，通常出現在沙石底質、水質清澈大而深的湖泊和河流中，能容忍低溶氧量的水域，屬雜食性，以浮游動物和昆蟲、矽藻，在水面附近聚集成大群，是一種很常見的魚，繁殖期在春季及夏季，經常被用作餌料魚。